# Pafnucio Santo
Pafnucio Santo es una película de drama mexicana de 1977 bajo la dirección del mexicano Rafael Corkidi. Esta protagonizada por Pablo Corkidi, María de la Luz Zendejas y Jorge Humberto Robles.

## Argumento
Pafnucio Santo baja a la tierra para encontrar a la pareja ideal que pueda fecundar al nuevo mesías; entre los personajes con los que se encuentra están Hernán Cortés, la Malinche, Emiliano Zapata (interpretado por Gina Morett), Patricia Hearst, entre otros.

## Reparto
- Pablo Corkidi como Pafnucio Santo
- María de la Luz Zendejas como Frida Kahlo / Sor Juana Inés de la Cruz / Capitán
- Jorge Humberto Robles como Hernán Cortés / mensajero / juez
- Gina Morett como Demonio / china poblana / Emiliano Zapata
- Susana Kamini como Patricia Hearst
- Elpidia Carrillo como Malinche
- Juan Barrón como Adán / Jesuscristo / revolucionario
- José Luis Urquieta  como Soldado
- Sebastián como Voceador